# Mats Nilsson (spjutkastare)
Mats Inge Nilsson, född 16 juli 1975 i Tyresö församling, är en svensk före detta friidrottare som tävlade i spjutkastning för Klippans friidrottsklubb och det svenska landslaget.

## Bakgrund
Nilsson var rankad topp-100 i världen 1996, 1997, 1998, 2003 och 2004. Främsta meriter torde vara att han sprängde den säkra finska tripplen under finnkampen i Helsingfors 2003 och vann NCAA 1997 i Bloomington Indiana USA. Mats och hans bror Joakim är unika i Sverige då de är det enda brödraparet i svensk spjutkastningshistoria som har varit på samma SM prispall vid mer än ett tillfälle.

## Meriter (spjutkastning)
| - 1990: - Guld på ungdoms-SM - 1991: - Guld på ungdoms-SM - Guld på skol-SM - Silver på European Youth Olympic Days (EYOD) - 1992: - Guld på junior-SM - 1994 - Nionde plats på junior-VM - 1996: - Silver på NCAA-mästerskapen - Guld på Southeastern Conference Track and Field Championships (SEC) - "All-American" - Brons på SM | - 1997: - Guld på NCAA-mästerskapen - Guld på Southeastern Conference Track and Field Championships (SEC) - "All-American" - Guld på U22-SM - Silver på SM - Tionde plats på U22-EM - 1998: - "All-American" - 2000: - "All-American" - WAC Champion - 2003: - Silver på SM - 3:a i finnkampen - 2004: - Silver på SM |

## Resultatutveckling
- 1989 (14 år): 48,80 m (600 g)
- 1990 (15 år): 63,02 m (600 g)
- 1991 (16 år): 72,22 m (600 g), 65,90 m (700 g)
- 1992 (17 år): 61 m (800 g)
- 1993 (18 år): 66,72 m (800 g)
- 1994 (19 år): 70,14 m (800 g)
- 1995 (20 år): 72,20 m (800 g)
- 1996 (21 år): 76,66 m (800 g)
- 1997 (22 år): 77,14 m (800 g)

## Personliga rekord
Utomhus 
- Spjut – 77,14 (Karlstad 15 juni 1997)[2]
- Spjut – 76,65 (Helsingfors, Finland 6 september 2003)[13]